# Pienkowo
Pienkowo [pjɛɲˈkɔvɔ] (anteriormente alemán Pennekow) es un pueblo ubicado en el distrito administrativo de Gmina Postomino, dentro del condado de Sławno, voivodato de Pomerania Occidental, en el norte de Polonia Occidental. Se encuentra aproximadamente a 2 kilómetros del suroeste de Postomino, a 14 kilómetros al norte de Sławno, y a 183 kilómetros al noreste de la capital regional Szczecin.
Antes de 1945, el área era parte de Alemania. Para la historia de la región, véase Historia de Pomerania.
El pueblo tiene una población de 700 habitantes.